# Sini
Sini település Olaszországban, Szardínia régióban, Oristano megyében. Lakosainak száma 440 fő (2023. január 1.). Sini Baradili, Gonnosnò, Genoni és Genuri községekkel határos.

## Népesség
A település lakossága az elmúlt években az alábbi módon változott:
| Lakosok száma | 522  | 529  | 440  |
|               | 2017 | 2018 | 2023 |